# Cybiko
Cybiko (Сайбико) — клавиатурный карманный компьютер и коммуникатор, выпускавшийся с 2000 года фирмой Давида Яна в основном для подростков. Cybiko обладал довольно большими возможностями для своего времени и своей цены, и собрал вокруг себя сообщество любителей, и даже претендовал на создание субкультуры. Максимальное расстояние, на котором можно было общаться с помощью Cybiko, составляло, в зависимости от модели, от 150 до 300 м.
Существует 2 вида Cybiko:
- Cybiko Classic — мини-компьютер на базе 16-разрядного процессора Hitachi H8S/2241 с тактовой частотой 11 Мгц и с 4 МГц сопроцессором Atmel AT90S2313, оснащённый 512 KB ОЗУ и 512 ПЗУ, монохромным ЖК-дисплеем с размером изображения 160 x 100 пикселей (59 x 40 мм), отображающим 4 градации серого[4]. Подключение к персональному компьютеру осуществляется через RS232 последовательный порт, модули расширения подключаются через 68-пиновый фирменный разъём для картриджей, родственный PCMCIA Type II. Размеры 145 на 72 на 22 мм, вес с батареей 122 грамма.
- Cybiko Xtreme[5][6], также известен как CyX2 — процессор Hitachi H8S/2323[4] c частотой 18 Мгц, 512 Кбайт Flash ROM, 1,5 Мбайт RAM.

Главная особенность Сайбико — способность образовывать динамические персональные сети. Используется фирменный коммуникационный протокол CyDP x.30 (Cybiko RF Digital Protocol), радиомодуль работает на частотах 902—928 МГц, разделяя диапазон на 30 цифровых каналов. Каждый канал обеспечивает скорость в 19800 бод и подключение 100 пользователей (суммарно в одной автоматически конфигурируемой сети одновременно может работать 3000 пользователей). Для связи с Интернетом используется подключаемый к компьютеру беспроводной гейт CyWIG (англ. Cybiko Wireless Internet Gate).

## История
Разработка Cybiko началась в 1998 году под руководством российского предпринимателя Давида Яна и его компании ABBYY. Идея создания устройства возникла после проведения социальных исследований в шести странах, выявивших потребность молодёжи в цифровом общении. Первый прототип был готов уже в октябре 1998 года. К концу 1999 года были изготовлены три промышленных образца, а также запатентован радиопротокол. На его базе до 3000 устройств Cybiko могли объединяться в сеть без использования вспомогательных станций. В январе 1999 года над проектом работала команда из 40 человек в московском офисе. Устройство задумывалось как карманный компьютер с функциями коммуникатора, предназначенный для подростков, обладающий радиосвязью для обмена сообщениями, QWERTY-клавиатурой, монохромным экраном и возможностью установки различных приложений и игр.
Для производства устройства был выбран тайваньский завод Inventec. Маркетингом занималась американская компания Poznik & Kolker, ранее успешно продвигавшая игрушки Фёрби. Первоначально запуск продаж Cybiko планировался на сентябрь 1999 года, однако из-за производственных трудностей, связанных с корпусом устройства, старт был отложен до начала 2000 года. Разработка корпуса стала одной из основных проблем на ранних этапах проекта из-за длительных сроков производства и высокой стоимости проектирования. На разработку корпуса было потрачено 70 000 долларов США из первоначального бюджета проекта в 120 000 долларов. За месяц до официальной презентации Cybiko в Нью-Йорке Давид Ян познакомился с основателем и владельцем ICQ Йосси Варди. Варди высоко оценил разработку и предложил показать её главе America Online Стиву Кейсу, что в дальнейшем привело к значительным инвестициям в проект.
Выпуск Cybiko на рынок США состоялся в 2000 году после привлечения $20 млн инвестиций. Продажи Cybiko начались в апреле 2000 года с пробного запуска в нескольких магазинах Нью-Йорка, включая FAO Schwarz, Virgin Megastore и Software Etc/Babbage’s. В середине мая 2000 года продажи Cybiko начались по всей стране. Устройство быстро обрело популярность благодаря своим функциям, включая возможность общения, обмена файлами и поиска новых знакомств в радиусе 150 метров. Большие продажи устройства привлекли внимание крупных СМИ. За первые три недели в период рождественских распродаж было реализовано устройств на сумму 25 миллионов долларов. Всего за первый год было продано около 250 тысяч устройств. Розничная цена устройства на момент выхода составляла 139 долларов.
В 2001 году вышла новая версия устройства — Cybiko Extreme с улучшенным дизайном и характеристиками. Однако в это же время начали появляться более дешёвые мобильные телефоны с возможностью выхода в интернет, что создало серьёзную конкуренцию для Cybiko. Несмотря на первоначальный успех, компания столкнулась с финансовыми трудностями. Кризис доткомов начала 2000-х годов привёл к тому, что привлечение новых инвестиций стало проблематичным. Кроме того, неудачный запуск устройства в Лондоне, запланированный на 15 сентября 2001 года, был отменён из-за терактов 11 сентября, что также негативно повлияло на финансовое состояние компании. В конце 2001 года компания была разделена на два подразделения: Cybiko Advance Technologies, владевшую беспроводной сетью, и CWAG (Cybiko Wireless Applications and Games), получившую все игровые разработки и другие интеллектуальные активы. CWAG затем начала заключать контракты с сотовыми компаниями, такими как Motorola, Sprint и Nokia, для переноса своих разработок на платформу мобильных телефонов. В 2003 году Cybiko Inc. объявила о прекращении производства своих коммуникаторов.

## Игры
Для Cybiko было выпущено большое количество игр. На сайте ежедневно выкладывались программы, которые можно было скачать через приложение CyberLoad. В многих играх поддерживался многопользовательский режим с автоматическими сохранениями, которые позволяли возобновить игру при разрыве соединения. На Cybiko была перенесена часть игр Gamos, включая Color Lines под названием Funny Balls, и Snake Battle.
Первые игры на Cybiko первоначально делались в жанре классических настольных — шахматы, шашки, нарды, калах, рэндзю и сиджа. К ним также были сделаны «казуальные» головоломки Phat Cash и Tooty Fruity, при этом для игры во вторую нужно было поворачивать Cybiko горизонтально. Был написан движок для шутеров от первого лица, на котором была построена игра Lost in Labyrinth, схожая по игровому процессу с Wolfenstein 3D. Популярная игра про скейтбордистов Blazing Boards была написана на гоночном движке, который позже послужил основой для Tony Hawk’s Pro Skater для мобильных телефонов при сотрудничестве Cybiko с THQ. Среди игр в жанре пошаговых стратегий и стратегий в реальном времени были сделаны Warfare и Land of Kings, при этом вторая для работы требовала карту памяти.
Флагманской игрой на системе была CyLandia, сочетающая в себе жанры «тамагочи» и экономической стратегии. На Cybiko с установленной игрой обитали питомцы Cy-B (произносится «сайби», также назывались «сайпеты»), которых игроку нужно было воспитывать. Игра продолжалась и на выключенных устройствах, и в случае недостаточного внимания Cy-B могли «сбежать» на любое другое Cybiko в радиусе доступа. Игроки также могли добровольно отправлять питомцев на другие устройства.
К концу жизненного цикла Cybiko разрабатывались игры в жанре квестов и RPG, но не были выпущены. При этом, был выпущен файтинг Knight’s Tournament с ролевыми элементами, где можно было снаряжать персонажа игрока различной выигранной на турнирах экипировкой. После событий 11 сентября 2001 года возникла проблема игровой цензуры, что привело к отмене американским руководством игры Renegade жанра beat 'em up, поскольку главным персонажем был полицейский, избивающий хулиганов.

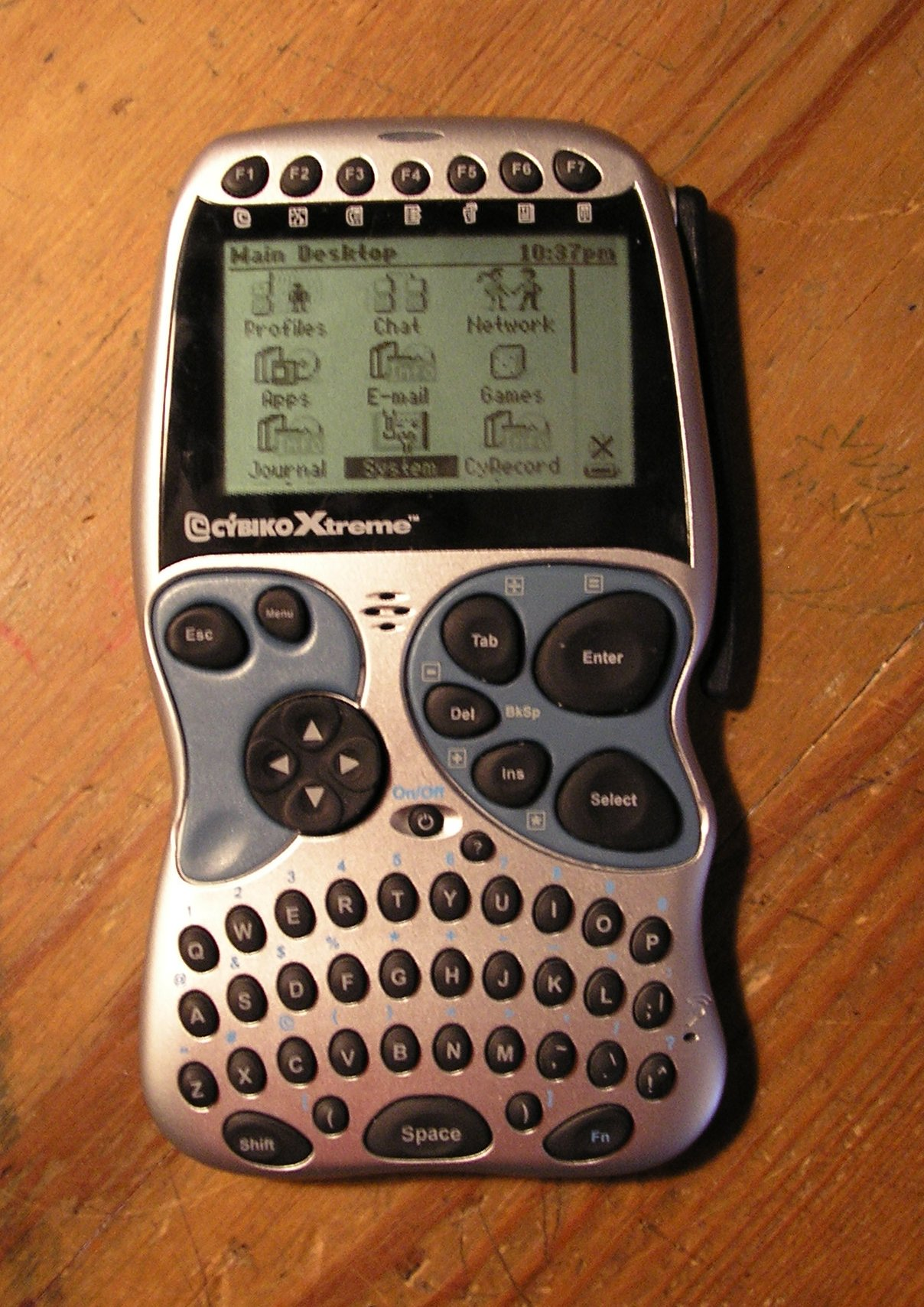
Cybiko Xtreme